# دیرین‌گیاه‌شناسی

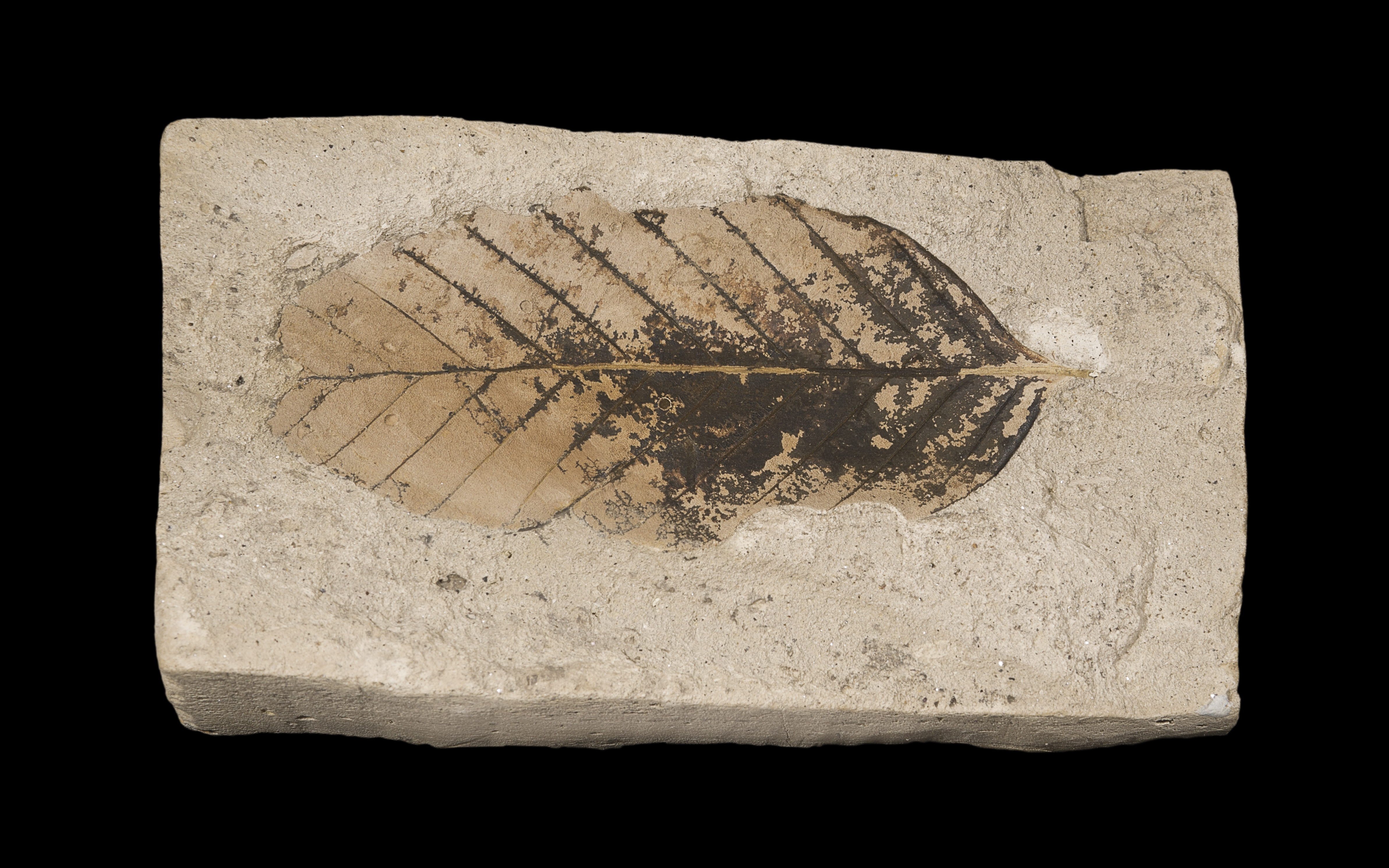
یک برگ فسیل شدهٔ راش اروپایی در کشور فرانسه، از اواخر دوران پیاسنزین، جدود سه میلیون سال قبل

دیرین‌گیاه‌شناسی شاخه‌ای از دیرین‌شناسی یا دیرین‌زیست‌شناسی به‌شمار می‌آید که در آن به بازیابی و تشخیص بقایای گیاهی از بافت‌های زمین‌شناسی و همچنین استفاده از آن‌ها در بازسازی محیط‌های قدیمی و تکامل حیات و همچنین گیاهان می‌پردازد.